# Christian-Jaque
Christian-Jaque, született Christian Maudet (Párizs, 1904. szeptember 4. – Boulogne-Billancourt, 1994. július 8.) francia filmrendező, forgatókönyvíró.

## Életpályája
1959-ben az 1. Moszkvai Nemzetközi Filmfesztivál zsűritagja volt. 1979-ben a 11. Moszkvai Nemzetközi Filmfesztivál zsűritagja volt.
Pályafutása alatt olyan színészekkel dolgozott együtt, mint például: Albert Prejean, Erich von Stroheim, Michel Simon, Raymond Rouleau, Francois Perier, Harry Baur, Renée Faure, Bernard Blier, Jean-Louis Barrault, Renée Saint-Cyr, Jules Berry, Micheline Presle, Louis Jouvet, Viviane Romance, Edwige Feuillère, Jean Marais, Daniel Gelin, Maria Casares, Charles Boyer, Pierre Brasseur, Sophia Loren, Danielle Darrieux, Claudia Cardinale, Jean-Louis Trintignant, Michel Piccoli, Jacques Charrier, Francis Blanche, Robert Hossein, Marina Vlady, Virna Lisi, Annie Girardot, Alain Delon és Jean Yanne.

## Magánélete
Első felesége Christiane Delyne (1902–1966) amerikai színésznő volt. 1940–1944 között Simone Renant (1911–2004) francia színésznővel élt együtt. Ezt követően Renée Faure (1918–2005) francia színésznővel élt kapcsolatban. 1954–1959 között Martine Carol (1920–1967) francia színésznő volt a párja. 1961-től Laurence Christol-lal élt házasságban. 1992–1994 között Denise Morlot filmessel élt.
1994-ben, alig két hónappal a 90. születésnapja előtt hunyt el.

## Filmjei

### Filmrendezőként
- Arany edény (Le bidon d’or) (1932)
- Adhémar Lampiot (1932; Paul Mesnier-rel)
- Achilles-sarok (Le tendron d’Achille) (1933)
- Lampion atya (Le père Lampion) (1934)
- Senki úr (Monsieur Personne) (1936)
- Josette (1937)
- Velencében egy éjszaka (À Venise, une nuit) (1937)
- Fiúk az intézetben (1938)
- Ernest, a lázadó (Ernest le rebelle) (1938)
- Rafael, a tetovált (Raphaël le tatoué) (1938)
- Kínai express (Les Pirates du rail, 1938), forgatókönyvíró is
- Saint-Agil-i menekültek (1938)
- Játék a szerelemmel (1939)
- Angyalok pokla (L’enfer des anges) (1941)
- A télapó meggyilkolása (1941)
- Fantasztikus szimfónia (1942)
- Utazás remény nélkül (Voyage sans espoir) (1943) (forgatókönyvíró is)
- Mindenki szeretője/Carmen (1944) (forgatókönyvíró is)
- Francia lány (1945) (forgatókönyvíró is)
- A pármai kolostor (1948) (forgatókönyvíró is)
- Ember az embernek (D’homme à hommes) (1948) (forgatókönyvíró is)
- Singoalla (1949) (forgatókönyvíró is)
- Elveszett emlékek (Souvenirs perdus) (1950) (forgatókönyvíró is)
- Királylány a feleségem (1952) (forgatókönyvíró is)
- Elragadó teremtmények (Adorables créatures) (1952) (forgatókönyvíró is)
- Lucrèce Borgia (1953) (forgatókönyvíró is)
- Madame du Barry (1954) (forgatókönyvíró is)
- Nana (1955) (forgatókönyvíró is)
- Ha a világon mindenki ilyen volna (1956) (forgatókönyvíró is)
- Nathalie (1957) (forgatókönyvíró is)
- A törvény az törvény (1958) (forgatókönyvíró is)
- Babette háborúba megy (1959)
- A francia nő és a szerelem (1960)
- A szókimondó asszonyság (1961) (forgatókönyvíró is)
- Marco Polo (1962)
- A jó ügyek (1963) (forgatókönyvíró is)
- Fekete tulipán (1964) (forgatókönyvíró is)
- A ragadozók lakomája (Le repas des fauves) (1964) (forgatókönyvíró is)
- Hajsza a gyémántokért (1965) (forgatókönyvíró is)
- A második igazság (La seconde vérité) (1966) (forgatókönyvíró is)
- Az Angyal lesen (1966) (forgatókönyvíró is)
- Titkok aranyos nylonban (Geheimnisse in goldenen Nylons) (1967) (forgatókönyvíró is)

### Forgatókönyvíróként
- A szerelem gyöngyei (Les perles de la couronne) (1937; Sacha Guitry-vel)

### Díszlettervezőként
- Nászmenet (La marche nuptiale) (1927)
- Az asszony és a csalogány (La femme et le rossignol) (1930)
- Dél keresztje (La croix du sud) (1932) (színész is)

## Díjai
- Berlini Nemzetközi Filmfesztivál - Ezüst Medve díj (1952) Királylány a feleségem
- Legjobb rendezés díja (cannes-i fesztivál) (1952) Királylány a feleségem
- Tiszteletbeli César (1985)

## Fordítás
- Ez a szócikk részben vagy egészben  a   Christian-Jaque című német Wikipédia-szócikk ezen változatának fordításán alapul.  Az eredeti cikk szerkesztőit annak laptörténete sorolja fel. Ez a jelzés csupán a megfogalmazás eredetét és a szerzői jogokat jelzi, nem szolgál a cikkben szereplő információk forrásmegjelöléseként.
- Ez a szócikk részben vagy egészben  a   Christian-Jaque című francia Wikipédia-szócikk ezen változatának fordításán alapul.  Az eredeti cikk szerkesztőit annak laptörténete sorolja fel. Ez a jelzés csupán a megfogalmazás eredetét és a szerzői jogokat jelzi, nem szolgál a cikkben szereplő információk forrásmegjelöléseként.